# Altenahr
Altenahr est une municipalité allemande située dans le land de Rhénanie-Palatinat et l'arrondissement d'Ahrweiler.
Situé entre deux méandres de l'Ahr, Altenahr est un centre d'excursions dominé par les ruines éparses du Burg Are du XIIe siècle.

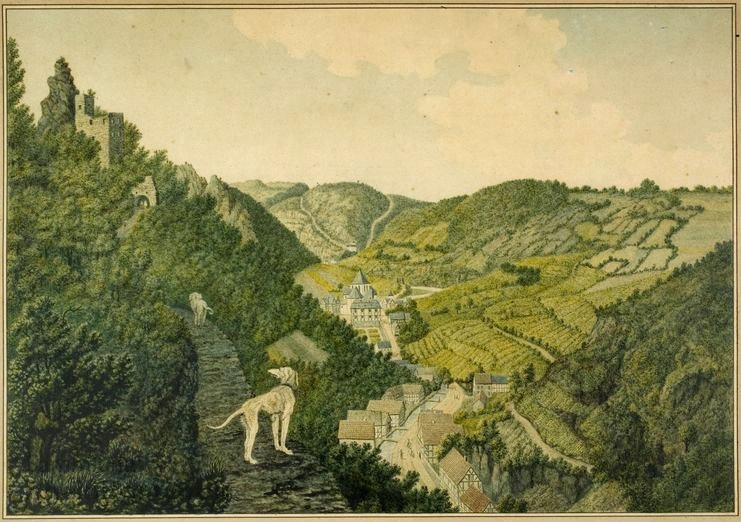
Harmen Jan van der Wijck : Vue sur le château d'Are et Altenahr (1820).

## Démographie
En 2001, la population comptait 1 692 habitants, en 2011, elle comptait 1 184 habitants et en 2021, elle comptait 1 592 habitants.
| Année | Nombre d'habitants |
| ----- | ------------------ |
| 2001  | 1692 hab.          |
| 2011  | 1184 hab.          |
| 2018  | 1870 hab.          |
| 2020  | 1914 hab.          |
| 2021  | 1592 hab.          |

## Inondations
Altenahr a été touché par des inondations à de nombreuses reprises. En particulier, la crue de l'Ahr du 21 juillet 1804 et la crue de l'Ahr du 13 juin 1910 ont causé de gros dégâts.
Le 2 juin 2016, l'Ahr a atteint un niveau de 371 cm à la jauge d'Altenahr.
En juillet 2021, la tempête low Bernd a provoqué des pluies continues et abondantes dans le district d'Ahrweiler, après quoi l'Ahr a fortement augmenté. Plusieurs districts ont été dévastés par les inondations. Le niveau de l'eau est rapidement passé d'environ 100 cm à midi le 14 juillet 2021 à 575 cm dans la soirée - puis la jauge d'eau est tombée en panne,.